# Avia S-92
Die Avia S-92 sowie ihre zweisitzige Ausführung Avia CS-92 waren die ersten von den tschechoslowakischen Streitkräften eingesetzten Strahlflugzeuge. Dabei handelte es sich um Nachbauten des deutschen Jagdflugzeugs Messerschmitt Me 262 „Schwalbe“, das während des Zweiten Weltkrieges auf dem vom Deutschen Reich besetzten Gebiet der Tschechoslowakei produziert worden war. In Anlehnung an den Beinamen ihres deutschen Vorbilds wurde sie auch als Svalbina oder als Turbina in Anspielung auf den neuartigen „Turbo“-Antrieb bezeichnet.

## Vorgeschichte
Nach der Zerschlagung der Tschechoslowakei durch deutsche Truppen und der Errichtung des Protektorats Böhmen und Mähren wurde die tschechische Luftfahrtindustrie in die Rüstung des Deutschen Reiches eingebunden und die Produktion der Flugzeugwerke auf deutsche Typen umgestellt. Ab 1944 wurde solchermaßen auch die Herstellung von Me-262-Jägern in Budweis und Eger betrieben. Um nach dem Ende des Krieges die Luftstreitkräfte der 1945 wiedererrichteten ČSR möglichst schnell mit Flugzeugen auszustatten, wurde am 27. Mai 1945 der Beschluss gefasst, übriggebliebenes Fluggerät aus dieser deutschen Kriegsproduktion zu verwenden. Die Flugzeugwerke Eger waren zwar mitsamt ihrer gesamten Me-262-Produktion bei einem westalliierten Luftangriff am 25. März 1945 zerstört worden, auf dem Gelände von Leichtbau Budweis hatten aber sieben unvollständige Strahljäger das Kriegsgeschehen unbeschadet überstanden. Weitere 18 Me 262 fanden sich neben vielen Ersatzteilen auf dem Gelände des Flugplatzes Saaz. Diese und weitere über das ganze Land verteilte Teile und Komponenten samt den zum Bau benötigten Maschinen wurden gesammelt und im Avia-Werk Čakovice, wo die Produktion stattfinden sollte, zusammengetragen. Für die Herstellung der dazugehörigen Antriebe wurde in Prag-Malešice eine Werkstatt (heute Letecké opravny Malešice, LOM) mit einem noch vorhandenen deutschen Prüfstand eingerichtet.

## Entwicklung

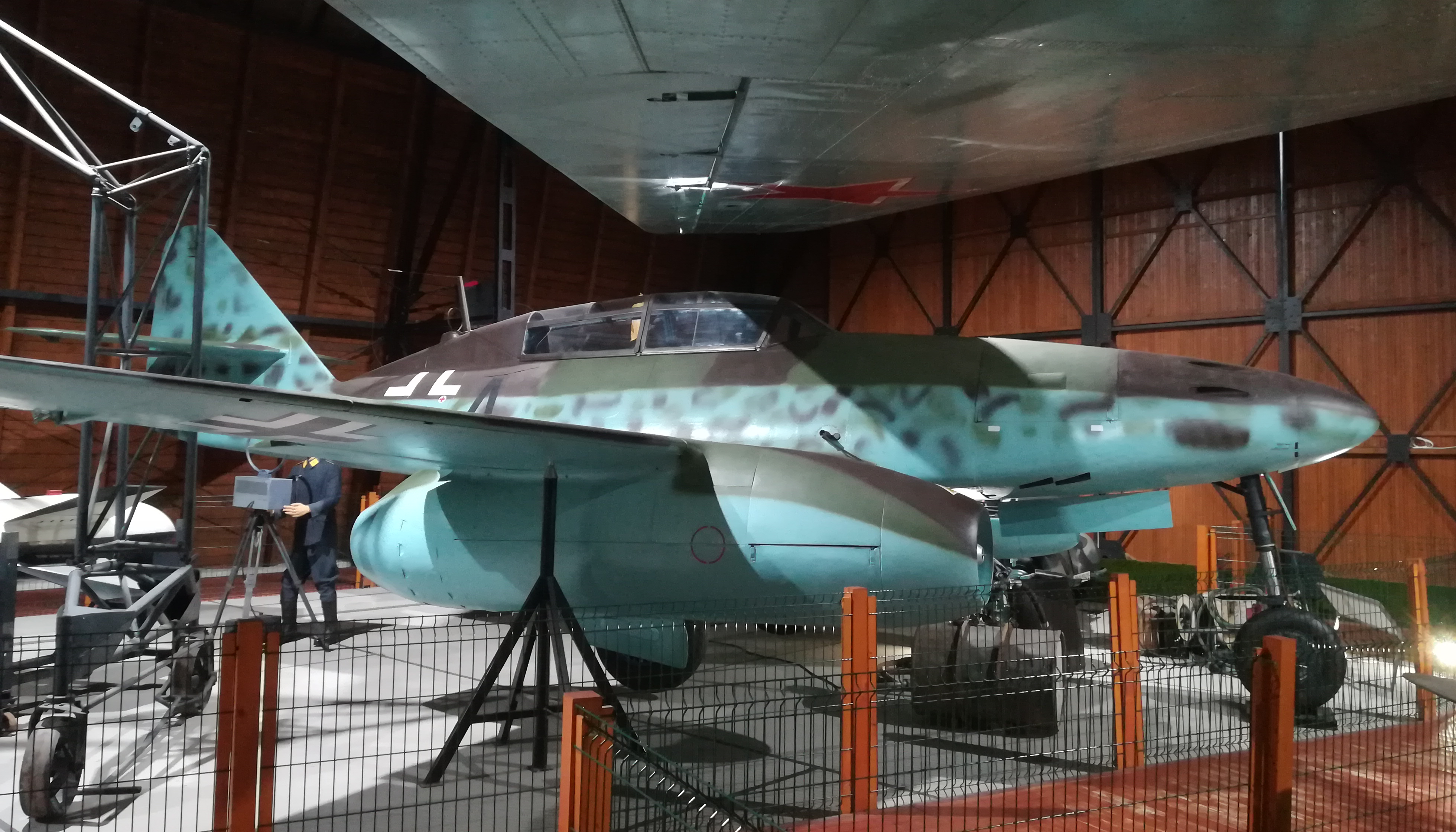
Die ehemalige V-35 (CS-92.5) im Luftwaffentarnschema

Das erste mithilfe einer noch vorhandenen Me-262A-Zelle zusammengesetzte Exemplar erhielt die Bezeichnung S-92.1 (s für stíhací, Jäger) und wurde zu Weihnachten 1945 bis auf die Triebwerke komplettiert. Als Antrieb fand wie beim Original der Jumo 004 Verwendung, nun als M-04 (m für Motor) bezeichnet. Am 5. März 1946 begann das erste Exemplar mit den Testläufen und am 9. April wurden die ersten beiden M-04 zum Einbau freigegeben. Nach Abschluss der Wägung am 27. Mai begann die S-92.1 im Juni 1946 mit der Bodenerprobung. Anschließend wurde das Flugzeug zerlegt und auf den Flugplatz Saaz, nunmehr tschechisch Žatec, überführt. Dort fand der Zusammenbau unter Beteiligung der Ingenieure Václav Svoboda und Jan Pánek sowie von Fachleuten des Verteidigungsministeriums (MNO) und des Luftfahrtforschungsinstituts (VZLÚ) statt. Die Rolltests begannen am 22. August und am 27. August 1946 führte Antonín Kraus erfolgreich den Erstflug durch. Auch die nachfolgenden Flüge verliefen erfolgreich und Kraus konnte auf dem sechsten Flug eine Höchstgeschwindigkeit von 860 km/h in 4000 m Höhe erzielen. Allerdings machte die S-92.1 bereits am 5. September nach Ausfall des linken Triebwerks eine Bruchlandung und wurde nicht wieder aufgebaut.
Als Ersatz für die zerstörte S-92.1 folgte die S-92.2, die am 24. Oktober 1946 erstmals geflogen wurde. Am 7. September 1947 wurde sie von Jiří Manak anlässlich eines Flugtages über dem Flughafen Prag-Ruzyně öffentlich präsentiert. Sie wurde später im VZLÚ mit einer Druckkabine ausgestattet. Das dritte Exemplar war eine aus der Me 262B entwickelte zweisitzige Schulversion mit Doppelsteuer, das als CS-92.3 (cs für cvičné stíhací, Schuljäger) erstmals am 10. Dezember 1946 getestet wurde. Es folgten noch sieben weitere Exemplare, davon zwei Doppelsitzer, die allesamt vom VZLÚ für Erprobungszwecke genutzt und anschließend zum größten Teil an die Luftstreitkräfte abgegeben wurden. Auch Jugoslawien zeigte an dem Typ Interesse und entsandte eine Delegation, der im Mai 1947 die CS-92.3 vorgeführt wurde, wobei der jugoslawische Pilot Ilija Zelenika auch in die Handhabung eingewiesen wurde und zeitweise das Steuer übernahm. Letztendlich kam es aber zu keiner Lieferung. Zwei S-92 erhielten 1949 testweise zwei M-03-Triebwerke, die Nachbauten des BMW 003, eine davon (CS-92.7) wurde nach dem Abschluss der Erprobung wieder auf den M-04-Stand umgerüstet und an die Luftstreitkräfte abgegeben.
Die S-92 diente den Streitkräften der ČSR in erster Linie ausgewählten Flugzeugführern zum Studium der Flugeigenschaften eines Strahlflugzeugs und als Übergangslösung bis zur Verfügbarkeit besserer Typen. Sie wurde bis in die Mitte der 1950er-Jahre geflogen und erst durch die sowjetische Jak-17 und später durch die moderneren Muster Jak-23 und MiG-15 ersetzt.

## Produktionsliste aller gebauten S-92/CS-92
| Bezeichnung | Erstflugdatum      | Kennzeichen beim VZLÚ | Kennzeichen bei den Luftstreitkräften | Anmerkungen                                                  |
| ----------- | ------------------ | --------------------- | ------------------------------------- | ------------------------------------------------------------ |
| S-92.1      | 27. August 1946    | –                     | –                                     | bei Erprobung zerstört                                       |
| S-92.2      | 24. Oktober 1946   | V–33                  | –                                     | nur VZLÚ                                                     |
| CS-92.3     | 10. Dezember 1946  | V–31                  | KR–31                                 |                                                              |
| S-92.4      | 18. Juni 1947      | V–34                  | KR–34 (?)                             | heute Luftfahrtmuseum Kbely                                  |
| CS-92.5     | 4. Juli 1948       | V–35                  | KR-35 (?)                             | heute Luftfahrtmuseum Kbely                                  |
| S-92.6      | 17. Juni 1948      | V–36                  | KR–36                                 |                                                              |
| CS-92.7     | 1948               | V–37                  | KR–37                                 | Testflüge mit M-03 im Februar 1949, danach auf M-04 umgebaut |
| S-92.8      | 20. Juli 1948      | V–38 (?)              | –                                     | Testflüge mit M-03 ab 14. November 1949, nur VZLÚ            |
| S-92.9      | 24. September 1948 | V–39 o. V–40          | KR–39 o. KR–40                        |                                                              |
| S-92.10     | 24. September 1948 | V–39 o. V–40          | KR–39 o. KR–40                        |                                                              |

## Technische Daten
| Kenngröße             | Daten (S-92)                                        |
| --------------------- | --------------------------------------------------- |
| Besatzung             | 1                                                   |
| Spannweite            | 12,5 m                                              |
| Länge                 | 10,6                                                |
| Flügelfläche          | 21,7 m²                                             |
| Flügelstreckung       | 7,2                                                 |
| Leermasse             | 4.420 m                                             |
| Startmasse            | 6.398 kg                                            |
| Antrieb               | zwei Avia M-04 (Junkers Jumo 004 B-1) mit je 900 kp |
| Höchstgeschwindigkeit | 840 km/h                                            |
| Marschgeschwindigkeit | 720 km/h                                            |
| Steigzeit             | 11 min auf 8.000 m Höhe                             |
| Gipfelhöhe            | 12.000 m                                            |
| Reichweite            | 900 km                                              |

## Erhaltene Exemplare
Es existieren noch jeweils ein Exemplar der S-92 bzw. CS-92, die im Luftfahrtmuseum Kbely ausgestellt sind und besichtigt werden können. Die zweisitzige CS-92 erhielt im Jahr 2009 das Tarnschema und das Kennzeichen (schwarzes „A“) einer Me 262B-1a, wie sie 1945 auf dem Flugplatz Saaz vorgefunden wurde.